# Daniel Gajdošík
Daniel Gajdošík (* 11. prosince 1980) je český basketbalista hrající Národní basketbalovou ligu za tým A Plus OHL ŽS Brno BC. Hraje na pozici rozehrávač.
Je vysoký 188 cm, váží 78 kg.

## Kariéra
- 1999 - 2007 : A Plus OHL ŽS Brno BC

## Statistiky
| Sezóna   | Soutěž      | Odehrané minuty | Průměr na zápas | Body | Průměr na zápas |
| -------- | ----------- | --------------- | --------------- | ---- | --------------- |
| 1999/00  | Mattoni NBL | 315.6           | 10.9            | 74   | 2.6             |
| 2000/01  | Mattoni NBL | 484.6           | 11.5            | 107  | 2.5             |
| 2001/02  | Mattoni NBL | 384.6           | 11.7            | 126  | 3.8             |
| 2002/03  | Mattoni NBL | 502.5           | 12.6            | 162  | 4.0             |
| 2003/04  | Mattoni NBL | 684.7           | 17.6            | 209  | 5.4             |
| 2003/04  | Český pohár | 14.1            | 14.1            | 10   | 10.0            |
| 2004/05  | Mattoni NBL | 767.8           | 19.7            | 221  | 5.7             |
| 2004/05  | Český pohár | 13.6            | 13.6            | 2    | 2.0             |
| 2005/06  | Mattoni NBL | 840.8           | 27.1            | 271  | 8.7             |
| 2005/06  | Český pohár | 25.8            | 25.8            | 928  | 3.0             |
| 2006/07* | Mattoni NBL | 134.7           | 26.9            | 35   | 7.0             |

 *Rozehraná sezóna - údaje k 20.1.2007 